# Provincia di Nueva Ecija
Nueva Ecija è una provincia filippina situata nella regione di Luzon Centrale.
Il suo capoluogo è Palayan.

## Geografia fisica
Posta al centro-sud dell'isola di Luzon, è la più grande provincia della regione di Luzon Centrale. Dalle zone umide a sud-ovest, ai confini con la provincia di Pampanga si sale gradualmente con colline ondulate fino alle montagne della Sierra Madre nell'est, e alle catene di Caraballo e Cordillera a nord.

## Geografia antropica

### Suddivisioni amministrative
La provincia di Nueva Ecija comprende 5 città componenti, di cui un'altamente urbanizzata (HUC), e 27 municipalità.

#### Città
- Cabanatuan HUC - Città altamente urbanizzata
- Gapan
- Muñoz
- Palayan
- San Jose

#### Municipalità
- Aliaga
- Bongabon
- Cabiao
- Carranglan
- Cuyapo
- Gabaldon
- General Mamerto Natividad
- General Tinio
- Guimba
- Jaen
- Laur
- Licab
- Llanera
- Lupao

- Nampicuan
- Pantabangan
- Peñaranda
- Quezon
- Rizal
- San Antonio
- San Isidro
- San Leonardo
- Santa Rosa
- Santo Domingo
- Talavera
- Talugtug
- Zaragoza